# Bensu Orhunöz
Bensu Orhunöz (* 3. Juli 1965 in Izmir) ist eine türkische Schauspielerin.

## Leben und Karriere
Orhunöz wurde am 3. Juli 1965 in Izmir geboren. Sie absolvierte 1983 das Saint-Michel-Gymnasium und schloss anschließend ihr Studium am Konservatorium der Stadt Istanbul ab. Danach erwarb sie ihren Bachelor-Abschluss im Fach Theater an der Mimar Sinan Üniversitesi.
Orhunöz erlangte Bekanntheit durch ihre Rolle als "Bilge" in der türkischen Fernsehserie "Bizimkiler", die 1989 startete und über 13 Staffeln lief. Unter anderem trat sie 1990 in İz Peşinde auf. Außerdem spielte sie 2007 in Avrupa Yakası mit.
Ohrunöz ust auch im Theater aktiv und war in den Stücken Müfettiş, Misyon und Rüya.

## Filmografie
Serien
- 1989: Bizimkiler
- 1990: İz Peşinde
- 2004: İyi Saatte Olsunlar
- 2007: Avrupa Yakası
- 2025: Piyasa